# Cymodoce davieae
Cymodoce davieae là một loài chân đều trong họ Sphaeromatidae. Loài này được Kensley & Buxton miêu tả khoa học năm 1984.